# Kłoczew (gemeente)
De gemeente Kłoczew is een landgemeente in het Poolse woiwodschap Lublin, in powiat Rycki.
De zetel van de gemeente is in Kłoczew.
Op 30 juni 2004 telde de gemeente 7409 inwoners.

## Oppervlakte gegevens
In 2002 bedroeg de totale oppervlakte van gemeente Kłoczew 143,17 km², waarvan:
- agrarisch gebied: 67%
- bossen: 24%

De gemeente beslaat 23,26% van de totale oppervlakte van de powiat.

## Demografie
Stand op 30 juni 2004:
| Omschrijving                   | Totaal | Totaal | Vrouwen | Vrouwen | Mannen | Mannen |
| ------------------------------ | ------ | ------ | ------- | ------- | ------ | ------ |
| eenheid                        | aantal | %      | aantal  | %       | aantal | %      |
| inwoners                       | 7409   | 100    | 3661    | 49,4    | 3748   | 50,6   |
| bevolkingsdichtheid (inw./km²) | 51,7   | 51,7   | 25,6    | 25,6    | 26,2   | 26,2   |

In 2002 bedroeg het gemiddelde inkomen per inwoner 1327,29 zł.

## Plaatsen
Borucicha, Bramka, Czernic, Gęsia Wólka, Gozd, Huta Zadybska, Janopol, Julianów, Kawęczyn, Kąty, Kłoczew, Kokoszka, Kurzelaty, Nowe Zadybie, Padarz, Przykwa, Rybaki, Rzyczyna, Sokola, Sosnówka, Stare Zadybie, Stryj, Wojciechówka, Wola Zadybska, Wola Zadybska-Kolonia, Wygranka, Wylezin, Zaryte.

## Aangrenzende gemeenten
Krzywda, Nowodwór, Ryki, Trojanów, Wola Mysłowska, Żelechów

## Link zewnętrzny
- prywatna Website gemeente Kłoczew
- Interaktywna Mapa Powiatu Ryckiego